# Institut supérieur international du parfum, de la cosmétique et de l'aromatique alimentaire
L'Institut supérieur international du parfum, de la cosmétique et de l'aromatique alimentaire (ISIPCA), fundada en 1970, és una Grande école de cosmètica de França. Està situada a Versalles, França: Campus Universitat de Versalles Saint-Quentin-en-Yvelines. És l'única escola de perfumeria professional que no és privada. L'escola s'especialitza en perfums, cosmètics i aroma. L'Escola lliura el diploma Títol de Grau, el diploma Master. el Mastère spécialisé i el MOOC. i el 